# Syngonanthus minutifolius
Syngonanthus minutifolius är en gräsväxtart som beskrevs av Silveira. Syngonanthus minutifolius ingår i släktet Syngonanthus och familjen Eriocaulaceae. Inga underarter finns listade i Catalogue of Life.